# Пријеђи ријеку ако можеш
„Пријеђи ријеку ако можеш” је југословенски ТВ филм из 1977. године. Режирао га је Петар Вецек, а сценарио је написао Стијепо Мијовић Кочан.

## Улоге
| Глумац         | Улога  |
| -------------- | ------ |
| Амир Буквић    |        |
| Дарко Чурдо    |        |
| Мира Фурлан    | Јулија |
| Ивица Плованић |        |